# Orthosia obsolescens
Orthosia obsolescens là một loài bướm đêm trong họ Noctuidae.